# Force du Martyr Ahmed al-Abdo
La Force du Martyr Ahmed al-Abdo (arabe : قوات الشهيد أحمد العبدو, Quwwat al-Shaheed Ahmad al-Abdo) est un groupe rebelle de la guerre civile syrienne.

## Histoire

### Fondation
Le groupe est fondé en août 2013, mais il commence à prendre de l'importance à partir de l'année 2014. Il tire son nom du lieutenant Ahmed al-Abdo, un chef rebelle tué au début de la guerre civile,.

### Affiliations
La Force du Martyr Ahmed al-Abdo est affiliée à l'Armée syrienne libre et elle fait partie de la cinquantaine de brigades de l'ASL qui forment le Front du Sud le 14 février 2014,,,.

## Idéologie
Le groupe réclame l'instauration d'une démocratie en Syrie et un « État syrien civil basé sur le droit, la justice et l'égalité ».

## Organisation

### Commandement
Le premier chef du groupe est le colonel Bakour Salim al-Salim, un officier ayant fait défection de l'armée syrienne,. En 2015, celui-ci est également à la tête du conseil militaire dans le gouvernorat de Damas et le commandant du Front du Sud pour la campagne de Damas. Il est tué le 9 juin 2016 dans la région de Bir Kassab, lors de combats contre l'État islamique, possiblement par le fait d'un kamikaze. Le commandement passe ensuite à Ahmed Tamer. Le porte-parole du groupe est Saïd Seïf,.

### Effectifs
Début 2017, la Force du Martyr Ahmed al-Abdo revendique 2 500 combattants, dont 500 déserteurs de l'armée syrienne.

### Armement
Soutenu par les États-Unis, le groupe bénéficie de missiles antichar BGM-71 TOW à partir de mai 2014. C'est un des premiers groupes rebelles sélectionnés par la CIA à recevoir de telles armes,.
Le groupe dispose aussi d'un petit nombre de chars T-62 et T-55.

## Zones d'opérations
La Force du Martyr Ahmed al-Abdo est active dans le gouvernorat de Deraa, le gouvernorat de Rif Dimachq et le gouvernorat de Qouneitra.
Le groupe a participé à la capture de la Brigade 559 et au siège de la base aérienne de Dumeir,. 
Dès 2014, il devient très actif contre l'État islamique dans l'est du Qalamoun et le désert de Syrie, aux abords des frontières jordanienne et irakienne,. En avril 2015, le groupe et ses alliés subissent cependant de lourdes pertes contre les forces de l'EI qui auraient capturé des missiles BGM-71 TOW venant soit de la Force du Martyr Ahmed al-Abdo, soit de Faylaq al-Rahman,. En mars 2016, la Force du Martyr Ahmed al-Abdo et la Nouvelle Armée syrienne prennent aux djihadistes le poste-frontière d'al-Tanaf,. Puis, en juin 2016, ils mènent la bataille de Boukamal, mais l'opération se termine cette fois par un échec cinglant pour les rebelles,.
Lors de la seconde partie du mois de mars 2017, la Force du Martyr Ahmed al-Abdo et Jaych Ossoud al-Charkiya lancent une campagne contre l'État islamique dans les régions désertiques du sud-est du gouvernorat de Rif Dimachq et du nord-est du gouvernorat de Soueïda, près de la frontière avec la Jordanie. Les rebelles attaquent depuis la ville de Bir Kassab et prennent aux djihadistes environ 250 kilomètres carrés de territoire en seize jours de combats. 
Le 8 avril 2017, les rebelles aidés par la coalition repoussent une nouvelle attaque de l'EI sur al-Tanaf avec au moins 30 inghimasi.